# 토미 존
토마스 에드워드 존 주니어(Thomas Edward John Jr., 1943년 5월 22일 ~) 또는 별칭 "더 바이오닉 맨"(the Bionic Man)은 1963년부터 1989년까지 26시즌 동안 메이저 리그 베이스볼(MLB)에서 활약한 미국의 전직 프로 야구 투수이다. 클리블랜드 인디언스, 시카고 화이트삭스, 로스앤젤레스 다저스, 뉴욕 양키스, 캘리포니아 에인절스, 오클랜드 애슬레틱스에서 뛰었다. 4차례 MLB 올스타였으며, 1900년 이후 명예의 전당에 입성하지 못한 투수 중 두 번째로 많은 승리(288승)를 기록했다. 긴 선수 생활로 잘 알려져 있으며, 화이트삭스에서 3번(1966, 1970, 1971), 양키스에서 3번(1981, 1982, 1989) 등 총 6차례 개막전 선발 투수로 나섰다.
18세이던 1961년, 존은 그의 커브볼에 깊은 인상을 받은 인디언스와 계약했다. 인디언스 산하 마이너 리그에서 3시즌을 보낸 후, 1963년에 처음으로 콜업되었다. 클리블랜드에서 2시즌을 던진 후, 화이트삭스로 트레이드되어 7시즌을 보냈다. 1965년에 메이저 리그 선발 투수로 자리매김했고 1966년에는 시카고의 개막전 선발 투수가 되었다. 1968년에는 1.98의 평균자책점으로 아메리칸 리그(AL) 5위를 기록하며 첫 올스타 팀에 이름을 올렸지만, 딕 맥컬리프와의 싸움에서 부상을 입어 시즌 막판을 놓쳤다. 1971년, 투수 코치 조니 세인은 존에게 슬라이더를 더 많이 던지도록 유도했지만, 존은 1964년 이후 가장 높은 평균자책점을 기록했고 시즌 후 딕 앨런과의 트레이드를 통해 다저스로 이적했다. 1972년에 다저스에서 11승을 거두었고, 이후 두 시즌 동안 내셔널 리그(NL)에서 승률 선두를 기록했다(1973년 .696, 1974년 .813). 하지만 1974년에 몬트리올 엑스포스와의 경기에서 척측측부인대를 찢어 선수 경력이 끝날 수도 있는 부상을 입었다. 다저스의 팀 주치의인 프랭크 조브 박사는 그 해 말 존에게 인대 교체 수술을 시행했다. 수술 회복으로 1975년 시즌을 결장했지만, 이러한 수술 후 야구에 성공적으로 복귀한 최초의 투수가 되었다. 이후 "토미 존" 수술은 야구 투수들 사이에서 흔한 시술이 되었으며, 2023년에 활동했던 MLB 투수 중 35.3%가 경력 중 어느 시점에 이 수술을 받았다.
존은 수술 회복 후 첫 해에 10승 10패를 기록했다. 1977년, 34세의 존은 20승 7패, 2.78 평균자책점으로 생애 첫 20승 시즌을 보냈고, 다저스는 NL 서부 우승을 차지하며 1977년 월드 시리즈에 진출했다. 1978년에 17승 10패로 다저스가 월드 시리즈에 다시 진출하는 데 기여했고, 이후 자유계약선수로 양키스에 입단했다. 양키스에서 존은 1979년과 1980년에 20승 시즌을 기록했다. 다저스에서의 마지막 해인 1978년뿐만 아니라 이 해에도 올스타로 선정되었다. 다저스와 양키스 간의 세 번의 월드 시리즈에 출전했는데, 이는 그의 유일한 월드 시리즈 출전이었으며, 세 번 모두 패배 팀에서 뛰었다. 1982년에는 캘리포니아 에인절스로 트레이드되었고, 그곳에서 AL 챔피언십 시리즈에서 2경기를 선발 등판했다. 1985년까지 팀에 남아 있었지만, 방출된 후 시즌 후반기를 오클랜드 애슬레틱스에서 보냈다. 1986년 초에 계약을 하지 못해 존의 선수 경력이 끝날 것처럼 보였지만, 양키스 투수들의 부상으로 뉴욕은 그와 다시 계약했다. 존은 1987년에 양키스에서 13승을 거두었고, 이후 45세의 나이로 필 니크로의 은퇴 후 1988년에 야구 최고령 선수가 되었다. 1989년, 디콘 맥과이어의 최다 시즌 투수 기록(26시즌, 이후 27시즌으로 은퇴한 놀런 라이언에 의해 깨짐)과 타이를 이룬 후 은퇴했다.
1995년부터 2009년까지 존은 명예의 전당 투표 후보에 올랐다. 75%의 득표율이 필요한 명예의 전당 입성을 위해 31.7% 이상의 득표율을 얻지 못했다. 존은 2025년 명예의 전당 투표 후보 명단에 7명의 다른 선수들과 함께 클래식 시대 위원회의 심사를 받고 있다. 1990년대에 미네소타 트윈스와 양키스의 해설자로 활동했고, 2007년부터 2009년 시즌 전반기까지 브리지포트 블루피쉬를 감독했다. 은퇴 후 동기 부여 강사로 활동하며 자살 인식 및 예방을 위한 "Let's Do It" 재단을 설립했다.

## 어린 시절
존은 테레호테에서 자랐다. 어린 시절, 스펜서 F. 볼 파크나 우드로 윌슨 필드에서 다른 아이들과 함께 자주 모래밭 야구를 했다. 전 마이너 리그 투수이자 존의 아버지 친구인 알리 앤드류스는 존에게 커브볼을 던지는 법을 가르쳤고, 이는 존의 주력 투구가 되었다. 존은 테레호테의 게르스트마이어 고등학교에서 뛰어난 야구 및 농구 선수였다. 투수로서 28승 2패를 기록했다. 운동은 그의 학업에 방해가 되지 않았고, 존은 1961년 게르스트마이어의 수석 졸업생으로 졸업했다. 학교 측은 그의 말더듬 때문에 존이 수석 졸업 연설을 하는 것을 금지했다. 켄터키 대학교를 포함한 여러 대학에서 존을 농구 선수로 영입하려 했지만, 존은 클리블랜드 인디언스 스카우트 조니 슐테의 눈에도 띄었다. 슐테는 존이 성공하려면 속구가 더 필요하다고 걱정했지만, 그의 커브볼은 이미 메이저 리그 수준의 투구라고 여겼다. 존은 야구를 선택했고 졸업 후 인디언스와 계약하여 클래스 D 미드웨스트 리그의 더뷰크 패커스에 배정되었다.

## 프로 경력

### 마이너 리그 (1961–1963)
존은 1961년에 10승 4패를 기록했지만, 1962년 클래스 A 이스턴 리그의 찰스턴 인디언스에서 다소 어려움을 겪었다. "나는 모든 투구에서 온 힘을 다해 스트라이크 존에 던졌다"고 말했다. "그 결과 나는 볼넷이 많아졌고, 종종 3볼 노스트라이크까지 가는 경우가 많았기 때문에 그냥 직구를 플레이트에 던져야 했고 엄청나게 얻어맞았다." 이로 인해 많은 볼넷이 발생했지만, 선수 겸 코치 스티브 얀코프스키는 그와 함께 덜 세게 던져 제구력을 높이도록 제안했다. 이러한 변화는 존이 그 해 클래스 AAA 인터내셔널 리그의 잭슨빌 선스로 승격되는 데 도움이 되었고, 존은 그 팀에서 플레이오프 두 경기를 이겼다. 1963년을 잭슨빌에서 시작하여 찰스턴으로 강등되었고, 웨스트버지니아 인디언스에서 9승 2패, 1.61 평균자책점을 기록한 후 9월에 20세의 나이로 메이저 리그로 콜업되었다.

### 클리블랜드 인디언스 (1963–1964)
1963년 9월 6일, 존은 26년간의 메이저 리그 경력을 시작했는데, 워싱턴 세너터스에게 7-2로 패한 경기에서 이닝 동안 1개의 비자책점을 허용했다. 처음에는 구원 투수로 사용되었지만, 그 해를 3개의 선발 등판으로 마쳤다. 그의 기록은 0승 2패였지만, 평균자책점 (ERA)은 2.21이었다. 클리블랜드 감독 버디 테벳츠는 그의 직구를 "속임수"라고 불렀다.
1964년 5월 3일, 존은 첫 선발 등판에서 볼티모어 오리올스를 상대로 완봉승을 거두며 더블헤더 두 번째 경기에서 자신의 메이저 리그 첫 승리를 따냈다. 처음 세 경기 중 두 경기를 이겼지만, 이후 여덟 번의 결정에서 연속으로 패했고 7월에 AAA(현재 퍼시픽 코스트 리그의 포틀랜드 비버스)로 강등되었다. 인디언스의 투수 코치 얼리 윈은 존에게 슬라이더를 던지도록 시도했지만, 존은 그립을 변경하여 제구에 영향을 미쳤다. 마이너 리그에서 다시 직구와 커브볼만을 던지기 시작했고, 9월에 인디언스에 의해 몇 경기를 위해 콜업되었다. 시즌 후, 클리블랜드, 시카고, 그리고 캔자스시티 애슬레틱스 사이의 3자 트레이드의 일환으로 시카고 화이트삭스로 보내졌는데, 이 트레이드로 로키 콜라비토가 클리블랜드로 가게 되었다.

### 시카고 화이트삭스 (1965–1971)
존의 화이트삭스에서의 첫 등판은 구원이었다. 1965년 시즌 전반기 동안, 그와 후안 피사로는 번갈아 가며 시카고 선발 로테이션의 5선발 투수로 뛰었다. 그러나 후반기에는 팀의 선발 로테이션에서 확고한 자리를 잡았다. 9월 25일, 뉴욕 양키스를 상대로 1실점을 기록하고 빌 스태퍼드를 상대로 역전 홈런을 쳐서 팀에게 3-1 승리를 안겼다. 39경기(27선발)에서 14승 7패, 3.09 평균자책점, 126 삼진, 58 볼넷, 그리고 183+2⁄3 이닝 동안 162 피안타를 기록했다.
1966년이 되자, 에디 스탱키 감독은 존을 개막전 선발 투수로 기용했다. 시즌 동안 5개의 완봉승으로 아메리칸 리그(AL) 공동 선두를 기록했다. 이 중 두 번의 완봉승은 5월 7일 디트로이트 타이거스전과 8월 12일 캘리포니아 에인절스전에서 화이트삭스가 그를 위해 단 1점만을 득점했을 때 나왔다. 34경기(33선발)에서 14승 11패, 2.62 평균자책점, 138 삼진, 57 볼넷, 그리고 223 이닝 동안 195 안타를 기록했다. 그의 2.62 평균자책점은 리그 5위였고, 그의 10 완투는 공동 9위였다(머드캣 그랜트와 함께).
1967년에도 존은 다시 한 번 AL에서 6개의 완봉승으로 선두를 달렸다. 6월 13일 세너터스와의 완봉승 경기에서 시즌 최다인 9개의 삼진을 기록했다. 7월 4일, 전년도 월드 시리즈 우승팀 오리올스를 상대로 완봉승을 거두며 볼티모어 타선을 2안타로 묶었다. 7월 22일, 애슬레틱스와의 경기에서 단 2명의 타자만을 상대하고 경기를 떠났고, 8월 20일까지 다시 등판하지 못했다. 심각한 위장 바이러스로 인해 시즌 후반기에 28파운드를 감량해야 했다. 시즌 말 그의 기록은 10승 13패에 불과했지만, 그의 2.47 평균자책점은 리그 4위였다. 110 삼진, 47 볼넷, 그리고 178+1⁄3 이닝 동안 143 피안타를 기록했다.
1968년은 존의 선수 경력 중 최고 시즌으로 시작되었다. 6월 30일, 타이거스를 상대로 12-0 승리에서 완봉승을 거두었다. 전반기 1.78의 평균자책점으로, 생애 처음으로 올스타전에 이름을 올렸다. 또 다른 하이라이트는 8월 9일 클리블랜드전에서 나왔는데, 인디언스를 7이닝 동안 무실점으로 막았고 경기 유일한 득점을 기록했다. 1968년 화이트삭스에서 25번의 선발 등판을 통해 1.98의 평균자책점을 기록했다. 그 해 8월 22일, 딕 맥컬리프를 상대로 3볼 2스트라이크에서 존은 맥컬리프의 머리 위로 볼 네 개를 던졌다. 화가 난 맥컬리프는 마운드로 돌진하여 두 선수 사이에 싸움이 시작되었다. 맥컬리프는 벌금형을 받고 출장 정지 처분을 받았다. 존은 처벌받지 않았지만, 이 싸움에서 어깨 인대가 찢어져 부상으로 남은 시즌을 결장했다. 30년 후, 맥컬리프는 인터뷰에서 그 경기에서 존이 자신을 맞히려고 했다고 여전히 생각한다고 말했다. 화이트삭스 단장(GM) 에드 쇼트는 싸움 전 투구가 3볼 2스트라이크 상황에서 나왔고, 이는 맥컬리프에게 볼넷으로 이어진다는 점을 고려할 때 이는 가능성이 낮다고 지적했다. 1968년에 야구 전체의 투수 평균자책점이 낮아졌음에도 불구하고, 존은 여전히 리그 5위를 기록했다. 10승 5패를 기록했고 177+1⁄3 이닝 동안 135안타만을 허용했다.
존은 1969년 시즌에 맞춰 회복되었지만, 게리 피터스가 개막전 선발로 나섰고, 존은 로테이션 2선발이었다. 4월 9일 애슬레틱스와의 시즌 첫 선발 등판에서, 존은 완봉승으로 단 4안타만을 허용하며 시카고의 3-0 승리를 이끌었다. 5월 10일에는 인디언스를 상대로 7+2⁄3 이닝 동안 무실점으로 막아냈고, 화이트삭스의 4-0 승리에서 승리 투수가 되었다. 6월 20일, 더블헤더 첫 경기에서 에인절스를 상대로 10이닝 동안 1실점만을 허용했지만, 12이닝 연장전에서 2-1로 패하며 노디시전을 기록했다. 존은 9월 1일까지 6승 11패를 기록했지만, 이후 마지막 3번의 결정에서 승리하여 시즌을 9승 11패로 마쳤다. 그 승리 중 하나인 9월 19일 경기에서 캔자스시티 로열스를 상대로 8안타를 허용했지만 무실점으로 막아 7-0 승리를 거두었다. 33번의 선발 등판에서 존은 3.25 평균자책점, 128 삼진, 90 볼넷, 그리고 232+1⁄3 이닝 동안 230 피안타를 기록했다.
1970년, 존은 개막전 선발로 나섰지만, 4+2⁄3 이닝 동안 6실점(5자책)을 허용하며 부진했고, 트윈스는 4월 7일 화이트삭스를 12-0으로 이겼다. 실제로 4월 30일 오리올스를 꺾기 전까지 첫 다섯 번의 선발 등판에서 모두 패했다. 6월 12일, 세너터스를 상대로 완봉승을 거두며 2안타만을 허용했고, 화이트삭스는 6-0으로 승리했다. 그 경기 이후 4번의 선발 등판에서 연속으로 패한 후, 다음 5번의 결정에서 연속으로 승리했다. 7월 26일, 타이거스를 상대로 완봉승을 거두며 7안타를 허용했고, 화이트삭스는 4-0으로 승리했다. 8월 23일 양키스와의 더블헤더 첫 경기에서 4안타만을 허용하며 완봉승을 거두었고, 화이트삭스는 2-0으로 승리했다. 존은 그 해를 12승 17패로 마쳤다. 그의 17패는 팀 동료 게리 제인스키와 함께 AL에서 3위였고, 팀 동료 조 호런은 16패로 5위였다. 존은 또한 볼넷(101개, 샘 맥도웰의 131개, 미키 롤리치의 109개, 짐 루커의 102개에 이어)에서 4위를 기록했고, 개인 통산 최다인 17개의 폭투로 AL에서 선두를 달렸다. 그의 평균자책점은 3.27이었고, 138명의 타자를 삼진 아웃시켰으며, 투구 이닝(269+1⁄3)보다 적은 안타(253)를 허용했다. 모든 패배에도 불구하고, 10경기 이상을 선발 등판하여 4.75 미만의 평균자책점을 기록한 유일한 시카고 투수였다.
조니 세인은 1971년 화이트삭스의 투수 코치가 되었고, 존이 슬라이더를 더 많이 던지도록 결심했다. 이로 인해 존은 1964년 이후 가장 높은 평균자책점을 기록하며 어려움을 겪었다. 처음 11경기에서 그의 평균자책점은 6.08이었지만, 마지막 27경기에서는 2.97 평균자책점을 기록했다. 5월 31일, 전년도 월드 챔피언 오리올스와의 더블헤더 첫 경기에서 1-0 승리에서 완봉승을 거두었다. 6월 17일, 트윈스를 상대로 10이닝 동안 3실점을 허용했다. 화이트삭스는 11회에 대타를 기용하여 6-3으로 앞섰지만, 3명의 구원 투수가 이닝 말 4실점을 허용하며 7-6으로 패했다. 6월 29일, 시즌 최다인 9개의 삼진을 기록했지만, 밀워키 브루어스에게 5-2로 패한 경기에서 4실점(2자책)을 허용했다. 38경기(35선발)에서 13승 16패, 3.61 평균자책점, 3완봉승, 131 삼진, 58 볼넷, 그리고 229+1⁄3 이닝 동안 244 피안타를 기록했다. 그의 16패는 레이 컬프와 딕 보스먼과 함께 AL에서 7위였다.

### 로스앤젤레스 다저스 (1972–1978)
존은 1971년 12월 2일 윈터 미팅에서 스티브 헌츠와 함께 화이트삭스에서 로스앤젤레스 다저스로 트레이드되었고, 그 대가로 딕 앨런이 화이트삭스로 갔다. 다저스 투수 코치인 레드 애덤스와 훨씬 더 잘 지냈는데, 애덤스는 존이 변화구에 의존하려 하지 않고 부드러운 직구를 사용하도록 격려했다. 애덤스는 존이 직구에 넣는 움직임을 칭찬하며 "그것으로 많은 타자들을 아웃시킬 수 있을 거야"라고 말했다. 7월 12일, 13안타 5실점을 허용했지만, 다저스가 필라델피아 필리스를 9-5로 이기면서 완투할 수 있었다. 6일 후, 9이닝 동안 단 1개의 비자책점만을 허용했지만, 10회에 다저스가 뉴욕 메츠를 2-1로 이기면서 노디시전을 기록했다. 8월 3일, 샌프란시스코 자이언츠를 상대로 3안타 완투 3-0 완봉승을 거두었다. 존은 1972년에 다저스에서 29번의 선발 등판을 했지만, 9월 23일 자이언츠와의 경기에서 입은 부상으로 시즌이 일찍 끝났다. 존은 3회 프랭크 레버거를 상대로 단타를 쳤고, 볼넷으로 2루에 진루했으며, 빌 버크너의 단타에 홈으로 득점하려 했다. 그러나 그가 홈으로 슬라이딩할 때(아웃 판정을 받았지만), 던지는 팔꿈치를 땅에 세게 부딪혀 뼈 조각이 떨어져 나갔다. 1+2⁄3 이닝을 더 던진 후 교체되었지만, 남은 시즌을 쉬고 팔꿈치를 치료하는 수술을 받았다. 존은 11승 5패, 2.89 평균자책점, 117 삼진, 40 볼넷, 그리고 186+2⁄3 이닝 동안 172 피안타를 기록했다. 그의 .688 승률은 내셔널 리그 (NL)에서 5위였다.
1973년 다저스에서의 첫 선발 등판이었던 4월 8일 샌디에이고 파드리스전에서, 존은 7+1⁄3 이닝 동안 무실점을 기록하며 4-0 승리에서 승리 투수가 되었다. 6월 18일, 다저스가 필리스에게 16-3으로 패한 경기에서 단 1이닝 동안 8실점을 허용했지만, 그중 2실점만 자책점이었다(나머지는 론 세이의 실책으로 인한 것이었다). 7월 13일에는 시카고 컵스를 5안타로 막아내며 5-0 완봉승을 거두었다. 8월 24일, 필리스를 상대로 3안타 3-0 완봉승을 거두며 더 나은 투구를 보여주었다. 이 경기는 존이 시즌 마지막까지 연속으로 6번의 결정에서 승리한 첫 경기였다. 시즌 말 16승 7패를 기록한 존은 NL에서 7위(3명의 다른 선수와 공동)였고, .696의 승률로 NL 선두를 달렸다. 116개의 삼진, 50개의 볼넷, 그리고 218이닝 동안 202개의 안타를 허용했다.
존은 1974년을 다저스의 2선발 투수로 시작했는데, 돈 서턴 다음이었다. 4월 6일 파드리스를 상대로 완봉승을 거두었고, 4일 후에는 애틀랜타 브레이브스를 상대로 8이닝 무실점을 기록했다. 4월 25일, 필리스를 4안타 무실점 완봉승으로 막아내 다저스의 1-0 승리를 이끌었다. 이 승리는 5경기 연속 5승이었다. 5월 5일 패배 후, 5연승을 거두었고, 6월 18일까지 다시 패하지 않았다. 6월 28일부터 7월 7일까지 3연속 선발 승리를 거두었다.

#### 1974–1975: 토미 존 수술
1974년의 훌륭한 시즌 중반, 존은 13승 3패를 기록하며 다저스가 8년 만에 첫 NL 페넌트를 향해 나아가고 있었다. 올스타 브레이크를 앞두고 NL에서 승리 선두를 달렸지만, 다저스에 이미 앤디 메서스미스와 마이크 마셜이 팀에 있었기 때문에 명단에서 제외되었다. 존은 7월 17일 "내가 팀에 속하지 않는다면, 야구에는 정의가 없다"고 말했다. "그것은 정말 당신을 좌절시킨다. 나는 훌륭한 한 해를 보냈고, 열심히 노력했지만 올스타 팀에 뽑히지도 못했다." 그날 저녁 몬트리올 엑스포스와의 경기에서 존에게 더 큰 실망이 닥쳤다. 3회에 다저스가 4-0으로 앞선 상황에서, 존은 핼 브리든에게 가라앉는 직구를 던지려고 했다. 갑자기 "내가 경험했던 가장 이상한 감각... 내가 투구에 힘을 가하는 지점, 팔이 뒤로 젖혀지고 굽혀지는 지점에서 뭔가 일어났다"고 설명했다. "마치 내 팔이 다른 곳에 남겨진 것 같았다. 마치 내 몸은 계속 앞으로 나아가고 내 왼팔은 나머지 부분과 상관없이 오른쪽으로 날아간 것 같았다." 존은 투구 팔의 척측측부인대를 영구적으로 손상시켰다. 월트 앨스턴 감독에게서 교체되기 전 한 개의 투구를 더 던졌다. 처음에는 부상이 얼마나 심각한지 확실하지 않았다. 다저스의 팀 주치의인 프랭크 조브 박사는 존에게 며칠 동안 팔을 쉬게 하고 얼음으로 치료하라고 조언했다. 그러나 한 달 후에도 부상은 나아지지 않았다. 존은 뉴욕에서 타격 연습을 시도했지만, 투구에 속도를 내지 못하자 앨스턴에게 시즌을 마칠 것 같다고 말했다. 다저스에서 22번의 선발 등판에서 13승 3패, 2.59 평균자책점, 78 삼진, 42 볼넷, 그리고 153 이닝 동안 133 피안타를 기록했다. 또한 3개의 완봉승을 거두었고, .813의 승률로 NL 선두를 달렸다.
선수 경력이 불투명해지자, 존은 조브 박사에게 혁신적인 수술인 척측측부인대 재건술을 시도하도록 허락하기로 결정했다. 일반적으로 '토미 존 수술'로 알려진 이 수술은 존의 투구 팔꿈치 인대를 오른팔 전완에서 가져온 힘줄로 대체하는 것이었다. 이 시술은 사실 다른 사람들에게도 이전에 시행된 적이 있었지만, 보통 손목과 손에 시행되었다. 존은 팔꿈치에 이 시술을 받은 최초의 야구 투수였다. 수술은 1974년 9월 25일에 시행되었으며, 4시간이 걸렸다. 조브는 존의 왼팔 위팔뼈와 자뼈에 구멍을 뚫고, 대략 숫자 8자 모양으로 힘줄을 삽입하기 위해 앵커를 사용했다. 존이 다시 투구할 수 있을지는 미지수였다. 과거 팔 수술을 받은 대부분의 투수들은 다시는 효과적으로 투구할 수 없었기 때문이다. 조브는 수술 성공 확률을 100분의 1로 보았지만, 존은 그의 다른 선택지가 테레호테에 있는 친구의 자동차 딜러십에서 일하는 것이었기 때문에 어쨌든 수술을 받았다.
회복은 길고 더디게 진행되었다. 처음에는 존의 왼손이 오그라들고 몇몇 손가락에 감각이 없었다. 이는 척골 신경 손상 때문이었다. 조브는 존의 완전한 회복에 필요한 신경을 재배치하는 두 번째 시술을 수행했다. 그의 팔은 1975년 1월까지 깁스에 있었고, 깁스를 제거하자 존은 팔의 힘을 되찾기 위해 일주일에 7일 운동을 시작했다. 1975년 다저스와 함께 스프링 트레이닝에 참가했는데, 이때 팔의 모든 움직임 범위를 회복했지만, 여전히 몇몇 손가락에 감각이 없어 공을 제대로 잡을 수 없었다. 6주 동안 감각이 없는 손가락을 감각이 있는 손가락에 테이프로 감고, 한동안 벽에 공을 힘없이 던졌다. 존은 또한 운동학 석사 학위를 가지고 있으며 투수들이 부상에서 회복하는 데 도움을 줄 수 있다고 알려진 팀 동료이자 투수인 마이크 마셜과 함께 다른 그립을 배우는 데 노력했다. 복귀 능력에 대한 의심 속에서도 존은 루카복음 1장 37절, 즉 "하나님께는 불가능한 일이 아무것도 없다"는 말씀을 자신에게 계속 되뇌었다.
마침내 6월, 존의 부상당한 손가락에 감각이 돌아왔다. 7월에는 그의 구속이 향상되기 시작했고, 9월에는 애리조나의 오프시즌 교육 리그에서 투구할 수 있을 정도로 건강해졌다. 9월 29일부터 존은 팀과 함께 5번 등판했으며, 마지막 등판에서는 7이닝을 던졌다.

#### 1976–1978: 복귀
존은 1976년 다저스로 돌아왔고, 전년도 내내 부상자 명단에 있었던 후 로테이션의 4선발 투수가 되었다. 4월 16일, 풀턴 카운티 스타디움에서 브레이브스를 상대로 복귀전을 치렀다. 존은 나중에 그 날을 이렇게 묘사했다. "저는 제 사무실로 돌아왔어요. 1년 반 동안 핵분열 역학을 공부하고 배우러 해외로 떠났던 것 같아요. 그 모든 것을 마치고 이제 다시 일하러 왔습니다." 5이닝 동안 3실점을 허용하며 패했지만, UCL 재건 수술 후 경기에 선발 등판한 최초의 투수였다. 브레이브스의 대럴 에반스는 그의 복귀를 "기적"이라고 불렀다. 곧 선수들과 기자들은 존을 "바이오닉 맨"이라고 부르기 시작했다.
애틀랜타 경기 닷새 후, 휴스턴 애스트로스에게 1-0으로 패한 경기에서 존은 7이닝 무실점을 기록했다. 6월 13일, 부상 이후 첫 완투를 기록했는데, 역시 엑스포스를 상대로 6-3 승리에서 3실점만을 허용했다. 7월 23일 파드리스를 상대로 4안타 완봉승을 거두었고, 9월 14일 신시내티 레즈를 상대로 10안타 완봉승을 거두었다. 존은 1976년 다저스에서 31번 선발 등판하여 10승 10패, 3.09 평균자책점, 91 삼진, 61 볼넷, 그리고 207 이닝 동안 207 안타를 허용했다. 존의 업적을 인정하여, 스포팅 뉴스는 그에게 NL 컴백 플레이어상을 수여했고, 존은 또한 뛰어난 인격과 용기를 보여준 선수에게 매년 수여되는 프레드 허치슨 상을 수상했다. 존은 복귀 후 뉴욕 타임스와의 인터뷰에서 "매일 투구할 수 있음에 신께 감사드린다"고 말했다. "이긴다면, 이기게 해주셔서 감사하고, 진다면, 지게 해주셔서 감사한다. 왜냐하면 그것은 옆에 앉아있는 것보다 훨씬 낫기 때문이다."
1977년 스프링 캠프에 들어가면서 계약에 불만을 품은 존은 시즌 후 자유계약선수 신청을 할 것이라고 위협했다. 그러나 결국 다저스와 2년 40만 달러 계약을 맺고 잔류했다. 6월 12일까지 6승 4패, 4.08 평균자책점을 기록했다. 6월 18일부터 존은 10연승을 거두었고, 8월 19일 컵스와의 경기에서야 다시 패했다. 연승 기간 동안 1.32의 평균자책점을 기록했으며, 6월 18일부터 시즌 끝까지 평균자책점은 2.19였다. 7월 16일, 파드리스를 상대로 4안타 완투 1-0 승리를 거두며 완봉승을 기록했다. 8월 8일, 전년도 월드 시리즈 우승팀 레즈를 상대로 2안타 4-0 완봉승을 거두었다. 다음 등판에서도 완봉승을 거두었는데, 8월 13일 애틀랜타를 상대로 4안타 11-0 승리였다. 존은 1977년, 그의 메이저 리그 14번째 시즌에서 처음으로 20승을 거두었고, 20승 7패로 시즌을 마쳤다. 승리(20승, 밥 포쉬, 릭 류셸, 존 칸델라리아와 공동 3위)와 평균자책점(2.78, 5위)에서 NL 선두권에 들었다. 존은 NL 최우수 선수 (MVP) 투표에서 12위를 기록했고, NL에서 23승으로 선두를 달린 스티브 칼턴에게 이어 사이 영 상 투표에서 2위를 기록했다.
98승 64패의 기록으로 다저스는 NL 서부 우승을 차지했다. 1974년 다저스가 지구 우승을 차지했을 때 부상으로 결장했던 존에게는 처음으로 플레이오프에서 투구할 기회였다. 필리스를 상대로 NL 챔피언십 시리즈 (NLCS) 1차전에 선발 등판했지만, 4+2⁄3 이닝만 버텼다. 다저스의 유격수인 빌 러셀의 두 번의 실책으로 인한 4개의 비자책점을 허용했다. 그러나 그것이 시리즈에서 다저스의 유일한 패배였고, 존은 나흘 후 시리즈의 마지막 경기에서 4-1로 필리스를 꺾고 승리 투수가 되었다. 비가 오는 날씨에도 불구하고 7안타 1실점만을 허용했다. 두 번의 NLCS 선발 등판 모두에서 존은 상대 투수 칼튼보다 적은 실점을 허용했다. 다저스는 1977년 월드 시리즈에서 뉴욕 양키스를 만났다. 존은 3차전에 선발 등판했지만, 6이닝 동안 5실점(4자책), 1회에 3실점을 허용하며 양키스가 5-3으로 승리했다. 다저스 감독 토미 라소다는 시리즈가 7차전까지 간다면 존이 선발 등판할 것이라고 말했지만, 양키스는 6경기 만에 시리즈를 확정지었고, 3차전은 존의 유일한 출전 경기가 되었다.
존은 1978년 4월에 치른 4번의 선발 등판에서 모두 승리했고, 마지막 3경기에서는 완투를 기록했다. 5월 17일, 피츠버그 파이리츠를 4안타 1실점으로 막고 7개의 삼진을 잡으며 10-1 완투승을 거두었다. 7월 8일 휴스턴 애스트로스와의 더블헤더 두 번째 경기에서 6회에 밥 웰치의 뒤를 이어 등판하여 4이닝 무실점을 기록하며 로스앤젤레스의 7-5 승리에서 승리 투수가 되었다. 시즌 중반에 10승 6패, 3.80 평균자책점을 기록한 존은 NL 올스타 팀에 이름을 올렸는데, 이는 10년 만에 처음으로 올스타에 선정된 것이었으며, 이후 3년 연속 올스타에 선정되는 첫 번째였다. 8월 29일 몬트리올과의 완투 경기에서 엑스포스를 1개의 비자책점으로 막아내며 4-1 완투승을 거두었다. 33경기(30선발)에서 17승 10패, 3.30 평균자책점, 124 삼진, 53 볼넷, 그리고 213 이닝 동안 230 안타를 허용했다. 사이 영 상 투표에서 8위를 기록했다.
2년 연속으로 다저스는 NL 서부 우승을 차지했고 NLCS에서 필리스를 만났다. 2차전 선발 투수인 존은 4안타 완봉승을 거두며 다저스가 4-0으로 승리했다. 필리스가 3차전에서 승리한 후, 다저스는 4차전에서 승리하여 이번에는 양키스와의 1978년 월드 시리즈 플레이오프 재대결을 성사시켰다. 존은 1차전에 선발 등판하여 7+2⁄3 이닝 동안 5실점(그중 3실점만 자책점)을 허용했지만, 로스앤젤레스의 11-5 승리에서 승리 투수가 되었다. 4차전에서 7이닝 동안 양키스에게 2실점(1자책점)만을 허용했지만, 8회에 폴 블레어에게 선두 타자 안타를 허용한 후 교체되었다. 블레어는 득점했고, 존은 10이닝 연장전에서 4-3으로 패하며 노디시전을 기록했다. 2년 연속으로 뉴욕은 6경기 만에 시리즈를 따냈다.
시즌이 끝나고 계약이 만료되자, 존은 자유 계약 선수가 되었다. 11월 21일, 뉴욕 양키스와 3년 140만 달러 계약을 맺었다. 로열스와 레즈 모두 더 많은 돈을 제안했지만, 존은 "승리하는 팀에서 뛰는 것을 좋아한다"며 양키스를 선택했다.

### 뉴욕 양키스 (1979–1982)
존은 양키스 소속으로 첫 9번의 결정에서 모두 승리했고, 1979년 4월 12일과 5월 20일에는 완봉승을 거두었다. 7월 6일까지 5년 전 다저스에서 수술을 받기 전과 마찬가지로 AL에서 승리 선두를 달렸고 13승 3패를 기록했다. 그날 애슬레틱스를 상대로 3-0 승리에서 완봉승을 거두었다. 9월 19일, 인디언스를 상대로 3안타만을 허용했고, 9회 2사 후 토비 해러에게 단타를 허용한 후 교체되었지만, 양키스가 인디언스를 2-0으로 꺾고 승리 투수가 되었다. 존은 그 해를 21승 9패로 마쳤고, 111 삼진(100개 이상의 삼진을 기록한 마지막 시즌), 65 볼넷, 그리고 276+1⁄3 이닝 동안 268 안타를 허용했다. 팀 동료 론 기드리에 이어 평균자책점(2.96, 기드리는 2.78)에서 2위였고, 마이크 플래너건에 이어 승리(플래너건은 23승)에서 2위였다. 존은 MVP 투표에서 22위를 기록했고, 이번에는 플래너건에게 이어 사이 영 투표에서 2위를 기록했다.
1980년 시즌 첫 등판에서 노디시전을 기록한 후, 존은 7연승을 거두었고 5월 20일까지 패하지 않았다. 6월 30일부터 7월 22일까지 5연승을 거두었고, 8월 29일부터 9월 13일까지 4연승을 거두었다. 존은 화이트삭스를 상대로 특히 잘 던졌는데, 그들을 상대한 세 번의 경기에서 모두 완봉승을 거두었으며, 4월 16일에는 한때 13명의 타자를 연속으로 은퇴시키며 2안타 경기를 펼쳤다. 5월 11일, 트윈스를 상대로 6안타 5-0 완봉승을 거두었다. 6월 6일, 시애틀 매리너스를 상대로 2안타 3-0 완봉승을 거두었다. 7월 22일, 밀워키와의 더블헤더 첫 경기에서 4안타 완봉승을 거두었고, 양키스는 브루어스를 3-0으로 꺾었다. 로저 클레멘스가 1986년과 87년에 기록하기 전까지, 다른 AL 투수는 2년 연속 20승을 거두지 못했다. 36번의 선발 등판에서 존은 개인 통산 최다인 22승을 거두며 9패를 기록했고, 3.43 평균자책점, 78 삼진, 56 볼넷, 그리고 265+1⁄3 이닝 동안 270 안타를 허용했다. 그의 6개의 완봉승은 AL 선두였으며, 13년 만에 이 부문에서 리그 선두를 차지했다. 마이크 노리스와 함께 AL에서 승리 공동 2위였으며, 스티브 스톤의 25승에 뒤졌다. 존은 사이 영 상 투표에서 4위를 기록했다. 양키스는 103승 59패로 AL 동부 우승을 차지했고, 존은 3차전에 선발 등판하여 첫 두 경기를 패한 후 로열스에 의해 탈락 위기에 처한 양키스를 구하려 했다. 양키스가 7회에 2-1로 앞선 상황에서 존은 첫 두 타자를 잡았지만, 윌리 윌슨에게 2루타를 허용한 후 리치 고세이지로 교체되었다. 고세이지는 몇 타자 후 조지 브렛에게 홈런을 허용했고, 양키스는 4-2로 패했지만, 존은 결정적인 역할을 하지 못했다.
"나는 효과적으로 역할을 할 수 있는 한 최대한 오래 투구하고 싶다"고 존은 1981년 스프링 트레이닝 기간 동안 뉴욕 타임스에 말했다. "나는 앞으로 2~3년 더 선발 투수로 뛸 수 있다고 생각한다. 또한 스티브 해밀턴과 짐 카트처럼 2~3년 동안 불펜 투수로도 뛸 수 있다고 생각한다. 누군가 나에게 돈을 지불하고 싶다면 효과적으로 그렇게 할 수 있다고 생각한다. 모두가 좌완 투수를 필요로 한다, 특히 불펜에서는." 4월 9일 양키스에서 첫 개막전 선발 등판을 했고, 8이닝 동안 3실점(2자책점)을 허용했지만, 양키스는 텍사스 레인저스를 10-3으로 꺾었다. 그의 시즌은 1981년 메이저 리그 베이스볼 파업과 8월 13일에 발생한 사건으로 중단되었다. 존 가족이 저지 해안의 휴가 별장에 있을 때, 존의 두 살 된 아들 트래비스가 창문 밖으로 떨어져 3층 높이에서 주차된 차의 보닛 위로 떨어져 거의 3주 동안 혼수상태에 빠졌다. 존은 타이거스와의 경기를 위해 몸을 풀고 있을 때 사고 소식을 들었다. 전국 TV에 나와 아들을 위해 기도해 줄 것을 요청했고, 아들이 회복하는 동안 뉴욕에서 아들과 함께 머물 수 있도록 양키스로부터 허락을 받았다. 사고 직후 뉴욕 대학교 메디컬 센터 근처의 그랜드 하얏트 호텔에 머물면서 홈 경기만 투구했다. 수백 통의 위로 편지와 카드가 쏟아졌는데, 양키스와 조지 스타인브레너를 싫어했지만 트래비스의 회복을 응원한다는 내용도 있었다. 로널드 레이건 대통령은 트래비스에게 쾌유 카드를 보냈고, 전 대통령인 리처드 닉슨과 지미 카터도 보냈다. 프랭크 시나트라는 전보를 보냈다. 트래비스는 결국 완전히 회복되었다. 그 해 나중에 브루어스와의 플레이오프 경기에서 시구했고, 1988년에는 형들과 함께 리틀 리그 베이스볼에서 뛰었다.
8월 29일, 존은 양키스 원정 경기에도 다시 등판하기 시작했다. 9월 14일 9승 5패를 기록한 3연패로 시즌을 마쳤는데, 여기에는 9월 25일 오리올스를 상대로 1실점 완투 1-0 패배도 포함되었다. 20번의 선발 등판에서 존은 9승 8패, 50 삼진, 39 볼넷, 그리고 140+1⁄3 이닝 동안 135 안타를 허용했다. 그의 2.63 평균자책점은 AL에서 4위였다. 전년도에는 AL에서 완봉승 선두였지만, 1981년에는 완봉승이 없었다.
파업으로 인해 MLB는 시즌을 두 개로 나누고 추가 플레이오프 라운드인 디비전 시리즈를 추가하여 두 지구의 전반기 및 후반기 우승팀이 서로 맞붙게 했다. 양키스는 전반기 AL 동부에서 최고의 기록을 가졌고 디비전 시리즈에서 브루어스를 만났다. 양키스가 5전 3선승제 시리즈에서 2승 무패로 앞선 상황에서 존은 3차전에 선발 등판했지만, 7이닝 동안 5실점을 허용하며 5-3 패배에서 패전 투수가 되었다. 브루어스는 4차전에서도 승리했지만, 양키스는 5차전에서 승리하며 시리즈 우승을 확정지었다. 존은 ALCS 1차전에서 애슬레틱스를 상대로 1실점만을 허용하며 승리 투수가 되었지만, 오른쪽 발목에 불편함을 느껴 6회 후 론 데이비스로 교체되었다. 경기에 남을 만큼 몸이 좋다고 느꼈지만, 양키스 감독 밥 레몬은 추가 부상 위험을 감수하고 싶지 않았다. 레몬은 "만약 무슨 일이 생긴다면, 겨울 내내 걱정할 것"이라고 말했다. 뉴욕은 3경기 만에 오클랜드를 꺾었고, 존은 다시 시리즈에서 투구할 기회를 얻지 못했다. 1981년 월드 시리즈는 존이 참가한 세 번째 다저스-양키스 월드 시리즈였지만, 뉴욕 소속으로는 처음이었다. 2차전 선발 등판에서 승리 투수가 되었고, 첫 12명의 타자를 은퇴시키고 7이닝 무실점을 기록하며 3-0 승리를 거두었다. 4차전에서는 6-6 동점인 7회에 등판했다. 주자가 만루였고, 존은 땅볼 유도에 능하여 아웃과 병살타로 이어질 가능성이 높았기 때문이었다. 그러나 스티브 예거는 그를 상대로 희생 플라이를 쳤고, 데이비 로페스는 RBI 단타를 추가했다. 이 실점은 존의 기록에 반영되지 않았지만, 양키스는 8-7로 패했다. 양키스가 다저스에게 3승 2패로 뒤진 상황에서 존은 6차전에 선발 등판했다. 4이닝 동안 다저스에게 1실점만을 허용했지만, 4회에 보비 머서에게 대타를 내주었다. 레몬은 "나는 7회에 구스를 내보내기 위해 한 점이라도 앞서나가려 했다"고 설명했다. 양키스는 그 이닝에서 점수를 내지 못했고, 구원 투수들은 잘 던지지 못하여 다저스가 경기와 시리즈를 승리할 수 있었다. AP 통신의 윌 그림슬리는 존을 교체하기로 한 결정을 "명백한 실수"라고 불렀다.
1981년 시즌 이후, 존은 파이 델타 쎄타에서 "필드 안팎에서 형제 루 게릭의 정신과 인격을 가장 잘 보여주는 메이저 리그 야구 선수"에게 수여하는 루 게릭 메모리얼 어워드를 수상했다. 양키스와 존은 1981년 이후 거의 중재에 들어갈 뻔했지만, 결국 2년 170만 달러 계약에 합의했다. 존은 계약 후 "끝내고 마무리해서 기쁘다"고 말했다. "결혼과 같다. 싸우고 빨리 화해하면 괜찮다. 하지만 오래 끌면 끌수록 화해하기가 더 어려워진다." 1982년 6월 25일까지 그의 기록은 5승 7패에 불과했지만, 2.95의 평균자책점을 기록했다. 그 이후 7월 5일까지 6경기(5선발)에서 6.67의 평균자책점을 기록했다. 존은 양키스 프런트 오피스와 이적에 대해, 그리고 계약에서 약속된 20만 달러의 대출을 제공하지 않은 것에 대해 갈등을 겪었다. 8월 초, 투수는 양키스와의 계약을 해지할 계약 위반 소송을 시작하겠다고 위협했다. 불펜에 오래 머물지 않았는데, 더블헤더로 인해 양키스는 또 다른 선발 투수가 필요했고 존은 로테이션 복귀 후 잘 던졌다. 그러나 8월 31일, 세 명의 마이너 리그 선수와 함께 캘리포니아 에인절스로 트레이드되었다. 양키스에서 30경기(26선발)에서 존은 10승 10패, 3.66 평균자책점, 54 삼진, 34 볼넷, 그리고 186+2⁄3 이닝 동안 190 안타를 허용했으며, 2개의 완봉승도 기록했다.

### 캘리포니아 에인절스 (1982–1985) 및 오클랜드 애슬레틱스 (1985)
캘리포니아는 AL 서부 우승 경쟁 중이었기 때문에 존에게 관심이 있었다. 9월 3일 팀과의 첫 선발 등판에서 존은 브루어스를 상대로 2실점(비자책) 완투 5-2 승리를 거두었다. 존은 7번의 선발 등판에서 4승 2패, 3.86 평균자책점, 14 삼진, 5 볼넷, 그리고 35 이닝 동안 49 안타를 허용하며 에인절스가 AL 서부 우승을 확정짓는 데 기여했다. 뉴욕과 캘리포니아에서 합산한 그의 기록은 14승 12패, 3.69 평균자책점, 68 삼진, 39 볼넷, 그리고 221+2⁄3 이닝 동안 239 안타였다. 존은 브루어스를 상대로 ALCS 1차전에 선발 등판하여 3실점 완투 8-3 승리를 거두었다. 4차전이 되자 켄 포쉬 감독은 13승을 거둔 켄 포쉬 대신 존을 3일 휴식 후 선발 등판시켰다. 존은 3+1⁄3 이닝 동안 6실점(4자책점)을 허용했고, 브루어스가 에인절스를 9-5로 꺾었다. 브루어스는 결국 5경기 만에 시리즈를 우승했다.
1983년 시즌을 앞두고 에인절스 단장 버치 바바시는 존의 계약을 3년 연장했다. 부단장 마이크 포트는 존이 너무 나이가 많다고 생각하여 이 결정에 동의하지 않았다. 캘리포니아의 2선발 투수였던 존은 6월 9일까지 6승 2패, 3.43 평균자책점을 기록했다. 이후 16번의 결정에서 5승만을 거두었고, 그의 평균자책점은 4.84였다. 두 번, 에인절스에서 연장 등판을 했다. 7월 30일 오클랜드와의 더블헤더 두 번째 경기에서 12이닝 동안 2실점을 허용했지만, 12회에 리키 헨더슨이 역전 타점을 기록하여 패전 투수가 되었다. 그러나 그것은 그 해 그의 가장 긴 등판이 아니었다. 9월 14일 로열스를 상대로 13이닝 무실점을 기록했다. 그러나 캘리포니아는 득점하지 못했고, 구원 투수들이 등판한 후 14회에 에인절스는 패했다. 34번의 선발 등판에서 존은 11승 13패, 4.33 평균자책점(그의 경력 중 최고), 65 삼진, 49 볼넷, 그리고 234+2⁄3 이닝 동안 287 안타를 허용했다. 287개의 피안타로 AL에서 선두를 달렸고, 1983년은 그가 한 시즌에 200이닝 이상을 던진 마지막 해가 될 것이다.
1984년에 존은 6월 2일까지 2.48의 평균자책점을 기록했지만, 그 이후에는 6.13의 평균자책점을 기록했다. 그러나 7월 8일 보스턴과의 더블헤더 두 번째 경기에서는 4-0 승리에서 완봉승을 거두었다. 9월 초 제프 잔이 부상자 명단에서 복귀하면서 로테이션에서 제외되었지만, 그 달 말 브루스 키슨이 교체된 후 두 번의 선발 등판을 위해 돌아왔다. 32경기(29선발)에서 7승 13패, 4.52 평균자책점, 47 삼진, 56 볼넷, 그리고 181+1⁄3 이닝 동안 223 안타를 허용했다.
포트는 1985년에 바바시의 뒤를 이어 에인절스 GM이 되었고, 스프링 트레이닝 동안 어떤 코치도 존과 전혀 함께 일하지 않다가 마침내 그가 프랭크 레버거에게 도움을 요청했다. 그 시즌, 존은 12경기에서 4.70 평균자책점을 기록했는데, 그 중 6경기만이 선발 등판이었다. 5월에 에인절스는 한 달 대부분 동안 4명의 선발 투수만을 사용하기로 결정했고, 존은 제외되었다. 에인절스는 그를 컵스의 딕 루스번과 트레이드하는 것을 고려했지만, 루스번에게 40만 달러의 이월 연봉이 있었기 때문에 포기했다. 6월에 존은 암 투병 중인 어머니와 함께하기 위해 팀을 떠났다. 그녀는 6월 19일에 사망했다. 같은 날, 에인절스는 그를 방출했다. 오클랜드 애슬레틱스는 거의 한 달 후인 7월 12일에 그와 계약했다. 존은 마이너 리그에서 3번의 재활 등판을 한 후 26일에 오클랜드에서 데뷔했다. 그 경기에서 6이닝 동안 1실점(비자책)을 허용하며 브루어스를 상대로 4-3 승리에서 승리 투수가 되었다. 8월 27일 양키스를 상대로 7이닝 무실점을 기록하며 3안타만을 허용했고, 3-0 승리에서 승리 투수가 되었다. 그러나 그것이 오클랜드에서의 유일한 승리였다. 다음 5번의 결정에서 패했고 11번의 선발 등판에서 2승 6패, 6.19 평균자책점을 기록했다. 시즌 합산 기록은 4승 10패, 5.53 평균자책점, 25 삼진, 28 볼넷, 그리고 86+1⁄3 이닝 동안 117 안타였다. 시즌 후 자유계약선수가 되었다.

### 양키스와의 두 번째 계약 (1986–1989)
존은 1986년에 계약을 하지 못했고, 그의 선수 경력이 끝나는 것처럼 보였다. 양키스와 함께 스프링 트레이닝에 참여했지만, 로스터에 들지 못했음에도 불구하고 양키스는 그에게 나중에 투수가 필요할 경우 그를 고려할 것이라고 알렸다. 5월에 에드 휘트슨과 존 몬테퓨스코의 부상으로 양키스는 이전 투수를 다시 계약했다. 로테이션에 합류한 6월 7일 패배하기 전까지 양키스에서 첫 3번의 결정에서 승리했다. 그러나 6월 12일, 왼쪽 아킬레스건 염좌로 21일 부상자 명단에 올랐고, 이 부상으로 인해 8월 8일까지 출전하지 못했다. 8월 24일, 애슬레틱스의 신인 마크 맥과이어는 그에게 2안타를 쳤다. 맥과이어의 아버지는 공교롭게도 존의 치과의사였고, 존은 기자들에게 "당신의 치과의사 아이가 당신을 때리기 시작하면, 은퇴할 때다!"라고 말했다. 그러나 3시즌을 더 던졌다. 8월 30일 트윈스와의 더블헤더 첫 경기에서 패전 투수가 되었지만, 그 해 그의 마지막 선발 등판에서 8이닝 동안 1실점만을 허용했다. 9월 4일, 진흙탕에서 몸을 풀다가 넘어져 왼손 엄지손가락을 다쳐 시즌을 마쳤다. 13경기(10선발)에서 5승 3패, 2.93 평균자책점, 28 삼진, 15 볼넷, 그리고 70+2⁄3 이닝 동안 73 안타를 허용했다. 또한 클래스 A 포트 로더데일 양키스에서 3번 선발 등판하여 2승을 거두었고, 13+2⁄3 이닝 동안 자책점을 허용하지 않았다.
1986년 시즌 동안, 존은 그 해 말 노스캐롤라이나 대학교(UNC)의 투수 코치가 되기로 합의했고, 이는 그가 은퇴할 가능성이 높다는 것을 의미했다. 그러나 11월 21일 마이크 로버츠 헤드 코치와의 "화해할 수 없는 차이"로 UNC 직책에서 사임했다. 1991년 자서전에서 존은 로버츠가 UNC에서 일하는 대가로 자동차 2대와 UNC 농구 경기 시즌 티켓 6장을 약속한 후, 자동차 1대와 티켓 없는 것으로 거래를 줄이려 했기 때문에 사임했다고 밝혔다. 로버츠는 또한 존의 허락 없이 야구 캠프 홍보 자료에 존의 이름을 사용했다. UNC에서 사임한 후, 존은 양키스로 돌아오기 위해 35만 달러에 계약했지만, 스프링 트레이닝에서 팀에 합류한다는 조건이었다. 1987년 4월 19일과 4월 26일, 연속 선발 등판에서 7이닝 무실점을 기록했고, 4월 26일에는 클리블랜드와의 14-2 승리에서 단 1안타만을 허용했다. 8월 8일 3일 휴식 후 등판한 타이거스를 상대로 2안타 완봉승을 거두었는데, 이는 그의 경력에서 마지막 완봉승이었다. 10월 2일, 볼티모어를 상대로 3-1 완투승에서 단 1실점만을 허용했다. 33번의 선발 등판에서 존은 13승 6패, 4.03 평균자책점, 63 삼진, 47 볼넷, 그리고 187+2⁄3 이닝 동안 212 안타를 허용했다.
필 니크로의 은퇴 후, 존은 1988년 메이저 리그 최고령 선수가 되었고, 5월 22일에 45세가 되었다. 4월 27일, 로열스를 상대로 2안타 무실점 7+1⁄3 이닝을 기록했지만, 캔자스시티는 결국 3-1로 승리했다. 1963년 이후 처음으로(그 해에는 3번만 선발 등판했다) 완투를 하지 못했다. 그의 가장 긴 등판은 5월 14일 에인절스와의 6-2 승리에서 8+1⁄3 이닝 동안 2실점을 허용했을 때였다. 7월 27일, 브루어스를 상대로 한 플레이에서 3개의 실책을 범하며 기록을 세웠다. 먼저, 제프리 레너드가 마운드로 친 땅볼을 떨어뜨렸다. 공을 주운 1루를 약 10피트 벗어나 던졌다. 짐 간트너가 득점하려 했고, 존은 홈으로 던진 공을 끊었지만, 놀랍게도 포수의 머리 위로 던져 플레이에서 세 번째 실책을 범했다. 그러나 8이닝을 던졌고 양키스는 16-3으로 승리했다. 35경기(32선발)에서 9승 8패, 4.49 평균자책점, 81 삼진, 46 볼넷, 그리고 176+1⁄3 이닝 동안 221 안타를 기록했다. 뉴욕 데일리 뉴스의 빌 매든은 땅볼 투수인 존이 양키스 내야수인 윌리 랜돌프와 마이크 파글리아룰로의 시즌 막판 부상으로 고통받았으며, 그들의 교체 선수들은 그렇게 유능한 수비수가 아니라고 추측했다. 10번이나 5이닝 이상을 던지고 앞서 나갔지만 노디시전을 기록했는데, 이는 주로 그가 남겨둔 주자들이 구원 투수로 교체되었을 때 득점했기 때문이었다. 45세의 나이로, 부상으로 인해 한 시즌 내내 결장하지 않은 유일한 양키스 선발 투수였다.
1989년이 되자, 존은 양키스의 전 스트렝스 코치인 제프 망골드가 개발한 "10단계 심혈관 및 근지구력 프로그램"을 하고 있었다. 45세의 나이로 양키스의 개막전 선발 투수였으며, 8년 만에 처음으로 개막전 선발 등판을 했다. 4월 4일 트윈스를 4-2로 꺾은 경기에서 7이닝 동안 2실점을 허용하며 1988년 AL 사이 영 상 수상자 프랭크 비올라보다 더 나은 투구를 보여주었다. 이 등판으로 존은 디콘 맥과이어의 MLB 최다 시즌 출전 기록인 26시즌과 타이를 이뤘고, 이 기록은 나중에 놀런 라이언에 의해 깨졌다. 4월 27일, 로열스를 8이닝 이상 동안 2실점으로 막아내며 그의 288번째(이자 마지막) 승리를 거두었다. 그러나 5월에는 4경기를 패했고, 각 등판에서 5실점 이상을 허용했다. 5월 25일, 에인절스를 상대로 5+1⁄3 이닝 동안 5실점을 허용했지만, 양키스의 8-6 승리에서 노디시전을 기록했다. 이 경기는 양키스에서의 마지막 등판이 될 것이었고, 그 달 말 양키스는 그를 방출했다. 뉴욕에서 10번의 선발 등판에서 존은 2승 7패, 5.80 평균자책점, 18 삼진, 22 볼넷, 그리고 63+2⁄3 이닝 동안 87 안타를 허용했다.

## 경력 통계
존은 288승 231패, 3.34 평균자책점, 2,245 삼진, 1,259 볼넷, 그리고 4,710+1⁄3 이닝 동안 4,783 안타를 허용하며 선수 경력을 마쳤다. 26년간 투구한 승리(26위), 패배(19위), 투구 이닝(20위), 피안타(10위), 자책점 허용(1,749, 16위), 선발 등판(700, 8위), 완봉승(46, 26위), 타자 상대 (19,692, 18위), 그리고 폭투(187, 17위)에서 야구 역사상 최고 기록에 들었다. 188개의 노디시전을 기록했는데, 이는 1908년 이후 선발 투수 중 MLB 역대 최고 기록이다. 1900년 이후 명예의 전당 자격이 있는 투수 중, 로저 클레멘스(선수 경력이 스테로이드 의혹으로 얼룩져 있음)만이 존보다 많은 승리를 거두었지만 명예의 전당에 입성하지 못했다.
존은 경력 막판에 300승 클럽에 근접했지만, 반드시 그 이정표에 도달할 만큼 오래 투구할 의도는 아니었다. 1987년에 "300승을 하기 위해 오래 머물고 싶지만, 그것이 나에게 궁극적인 목표는 아니다"라고 말했다. "아이들이 커가고 있고, 우리가 예전처럼 많이 움직이는 것이 더 힘들어졌다. 우리는 어디를 가든 그룹으로 움직이기로 결정했다. 아이들은 우리와 평생 계약을 맺고 있다." 1989년 양키스가 그를 방출한 후, 다른 구단이 그와 계약할 경우를 대비하여 계속 운동하고 투구할 계획이었다. 그러나 아무도 계약하지 않았고, 그 시즌이 그의 마지막이었다.

## 미국 야구 명예의 전당 고려
존은 1995년 야구 명예의 전당 투표에 처음으로 등장했다. 21.3%의 득표율을 얻었지만, 입회에는 75%가 필요하다. 이후 몇 년 동안 그의 득표수는 오르내렸지만, 2008년까지 29.6% 이상을 얻은 적이 없었다. 2009년, 주요 투표에서 자격이 있는 마지막 15번째 해에 존은 개인 최고 득표율인 31.7%를 얻었지만, 이는 여전히 입회에는 충분하지 않았다. 여전히 베테랑 위원회의 모던 시대 소위원회에 의해 선정될 수 있었다. 존은 2020년 모던 야구 시대 투표 최종 후보 중 한 명으로 발표되었지만, 입회자는 아니었다. 클래식 야구 시대 위원회의 2025년 투표 후보에 올랐지만, 입회에 필요한 12표 중 7표만을 얻었다.
2017년 야후! 스포츠 기사에서 크리스 크윅은 존의 명예의 전당 입성 찬반을 논했다. 크윅이 언급한 찬성 측 주장은 그의 111 조정 평균자책점이 돈 서턴이나 얼리 윈(모두 명예의 전당 입성자)보다 높았고, 그의 수술이 야구에 혁명을 가져왔다는 것이었다. 반대 측 주장은 그가 승리나 삼진에서 리그 선두를 기록한 적이 없었고, 사이 영 상도 수상하지 못했으며, 그의 288승과 3.34 평균자책점은 "경계선" 명예의 전당 자격이라는 것이었다. NBC 스포츠의 크레이그 칼카테라 역시 2019년에 찬반 분석을 했다. 찬성 측에서는 그가 긴 선수 경력 동안 평균 이상이었다고 지적했고, 반대 측에서는 존이 승리나 삼진에서 리그 선두를 기록한 적이 없다고 다시 지적하며 "존은 어떤 면에서도 지배적이지 않았다. 그의 ERA+는 명예의 전당에 걸맞지 않은 111이었다. 비록 그가 아주 믿을 만했고 이닝을 엄청나게 먹었음에도 불구하고 말이다"라고 썼다. 2020년 스포츠 일러스트레이티드의 브렛 발란티니는 존의 대체 선수 대비 승리 기여도 (60에서 79.1 사이)를 여러 통계 사이트에서 분석하며 "이 사람은 그에게 이름이 붙은 어떤 수술과 상관없이, 그의 야구 경력만으로도 명예의 전당에 갈 자격이 있는 사람이다"라고 말했다. 2016년 인터뷰에서 존은 수술 후 그의 164승이 명예의 전당에 입성한 샌디 쿠팩스의 전체 경력 승수보다 단 1승 모자랐다고 지적했다.

## 유산

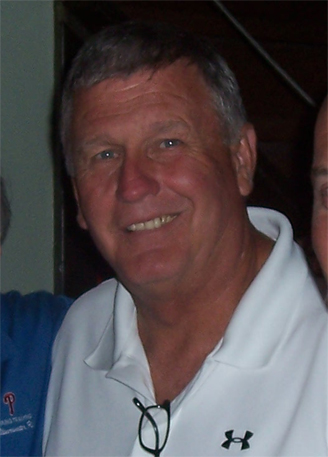
2008년 존

존은 수술 후 164승을 거두었는데, 이는 수술 전보다 40승 더 많은 것이었다. 그의 성공적인 복귀는 야구 선수들이 대수술 후에도 성공할 수 있다는 것을 한 번에 증명했다. 2012년 ESPN의 린지 베라는 메이저 리그 투수 7명 중 약 1명꼴로 선수 경력 중 어느 시점에 토미 존 수술을 받았다고 지적했다. 세인트루이스 카디널스 팀 주치의 조지 팔레타는 "이것은 이제 업무의 일부로 받아들여지고 있다"고 말했다. MLB.com의 더그 밀러는 존이 회복 후 복귀했을 때 "야구 역사가 바뀌었고, 일부는 구원받았다고 말할 것"이라고 썼으며, "오늘날 투수의 척골 측부 인대 파열은 더 이상 선수 경력을 끝내는 재앙이 아니다"라고 언급했다. ESPN 해설자 댄 패트릭과 오랜 야구 해설자 밥 코스타스는 토미 존 수술이 경기에 미친 영향에 대해 논의하며, 2012년에는 존이 벅 오닐 평생 공로상을 받을 자격이 있을 수 있다고 주장했다. 최초의 토미 존 수술, 존의 투구 성공 복귀, 그리고 그와 조브 박사와의 관계는 2013년 ESPN 30 for 30 Shorts 다큐멘터리의 주제였다.

## 투구 스타일
존은 느리게 던지는 싱커볼 투수로, 그의 기술은 타자들이 많은 땅볼을 치도록 유도하여 종종 병살로 이어졌다. 1980년 뉴욕 타임스의 데이브 앤더슨은 그의 직구 속도가 시속 약 92마일(148km/h)이었다고 추정했다. "우타자에게는 날카롭게 가라앉고, 좌타자에게는 안쪽으로 가라앉는다"고 썼다. 양키스에서 존의 포수였던 릭 세론은 그의 직구에 대해 "치기 좋은 공처럼 보이지만, 마지막 10피트 정도에서 오른쪽 타자에게서는 2, 3인치 바깥쪽으로 가라앉는다. 타자들이 당겨 치려 하면 그저 작은 땅볼을 친다"고 말했다. 메이저 리그 경력 초기에 존은 직구와 커브볼만 던졌다. 인디언스는 1964년에 그에게 슬라이더를 던지게 하려 했지만, 존은 어려움을 겪었고 그 해 말 다시 두 가지 투구만 던졌다. 1980년에는 슬라이더를 던지고 있었다. 또한 세 가지 다른 커브볼을 던졌는데, 그것들을 릴리스 지점에 따라 분류했다. "각각은 다르게 꺾이며, 아래로 또는 평평하게 또는 그 중간으로, 어떻게 스핀을 주느냐에 따라 달라진다." 1972년, 스크루볼을 추가했고, 이를 자신의 레퍼토리를 보완하는 체인지업으로 사용했다. 그의 팔은 투구할 때 몸의 나머지 부분보다 뒤쳐져 있었는데, 이 기술은 팔에 추가적인 스트레스를 주어 1974년 그의 UCL 부상에 기여했다. 존은 화이티 포드의 투구 스타일을 모방하려 했고, 크리스티 매슈슨, 밥 펠러, 밥 쇼의 투구에 관한 책을 공부했다.

## 방송
1985년 에인절스와 애슬레틱스 소속 선수 시절 사이에 존은 6월 24일 ABC의 먼데이 나이트 베이스볼에서 화이트삭스와 애슬레틱스 간의 경기에 팀 맥카버와 함께 컬러 해설자로 활동했다. 선수 경력 후 존은 여러 다른 팀에서 방송 활동을 했다. 1994년부터 1996년까지 트윈스의 해설자로 활동했다. 1997년, 존은 인터내셔널 리그의 샬럿 나이츠의 컬러 해설자로 활동했으며, 구단의 홍보 역할도 수행했다. 존은 1998년에 뉴욕으로 돌아와 WPIX의 양키스 야구 방송 마지막 해에 일부 경기의 해설을 맡았다. 2008년 6월 26일, 마이크 앤 마이크 ESPN 라디오 프로그램에 게스트 호스트로 출연했다.

## 코칭
존은 퍼먼 대학교에서 코치 경력을 시작했다. 2002년 시즌 동안, 존은 엑스포스 조직에 합류하여 이스턴 리그의 해리스버그 세너터스에서 투수 코치로 활동한 후 애리조나 폴 리그의 메리빌 프랜차이즈를 감독했다. 2003년, 태평양 연안 리그의 트리플 A 에드먼턴 트래퍼스 코치로 승진했다. 다음 해, 양키스는 엑스포스로부터 존을 인터뷰할 허락을 받았고, 뉴욕은 그를 스태튼아일랜드 양키스의 투수 코치로 고용했다.
2006년 12월 17일, 존은 애틀란틱 리그의 브리지포트 블루피쉬 감독으로 임명되었다. 팀 역사상 다섯 번째 감독이었던 브리지포트에서 2.5시즌 동안 159승 176패의 기록을 남겼다. 존은 2009년 7월 8일 스포츠터블 스코어보드의 "비야구 관련 직책"을 추구하기 위해 사임했으며, 팀 소유주이자 CEO인 프랭크 볼튼은 존의 공헌에 대해 공개적으로 감사를 표했다. 블루피쉬를 감독하는 동안에도 뉴 바이탤리티에서 제조한 고령 운동선수를 위한 관절 크림인 토미 존스 고플렉스(Tommy John's Go-Flex)의 대변인이 되었다.

## 개인 생활
뉴욕 타임스의 조지 벡시는 존을 "교회에 다니고, 마음씨 착한 가장"이라고 묘사했다. 1970년 7월 13일, 토미는 샐리 시몬스와 결혼했다. 그들은 타마라, 토미 3세, 트래비스, 테일러 등 네 명의 자녀를 두었다. 2014년, 존은 여자친구 셰릴 젤딘과 함께 캘리포니아로 이주했고, 2022년 1월 기준으로 그와 결혼했다.
1998년, 타마라 존은 패트릭 매넬리와 결혼했고, 나중에 시카고 베어스의 롱 스내퍼가 되었다. 두 사람은 듀크 대학교에서 만났다. 1992년 10세였던 테일러는 노래와 연기 재능으로 레 미제라블 브로드웨이 작품에 캐스팅되었다. 형들과 마찬가지로 리틀 리그 베이스볼에서 뛰기도 했다. 2010년 3월 9일, 테일러는 28세의 나이로 발작과 심부전으로 사망했는데, 이는 처방약 과다 복용 때문인 것으로 보였다. 존은 테일러에 대해 "그는 세상에서 가장 훌륭한 아이였지만, 공황 발작과 깊은 나락에 빠지곤 했다"고 말했다. "그는 우리와 다르게 타고났다." 존은 자살 인식 및 예방을 위한 "Let's Do It" 재단을 시작했다.
존의 큰 아들인 토미 3세는 퍼먼 대학교 팔라딘스에서 야구를 했다. 팔라딘스에서 4년간 레터맨이었으며, 1997년 투수로서 완투(3경기)에서 팀을 이끌었고, 1999년에는 홈런(9개)에서 팀을 이끌었다. 1999년은 그가 올-서던 콘퍼런스 선수로 선정된 해였다. 2000년 4월 1일 애팔래치안 스테이트 마운티니어스와의 경기에서 퍼먼의 야구팀 역사상 세 명의 선수 중 한 명으로 사이클링 히트를 기록했다. 퍼먼을 졸업한 후, 인디펜던트 마이너 리그에서 타일러 러프넥스와 샴버그 플라이어스의 투수로 두 시즌을 보냈다. 토미 3세는 카이로프랙틱 의사이며, "부상 최소화, 성능 최대화: 스포츠 부모의 생존 가이드"라는 책을 썼다. 이 책은 어린 운동선수들이 한 가지 특정 스포츠에 전문화되는 것과 관련된 부상 위험을 논의하고, 젊은이들이 토미 존 수술과 같은 주요 스포츠 관련 수술을 받지 않도록 예방하는 방법을 제안한다.
존의 고향인 테레호테는 1989년 9월 1일 그에게 시의 열쇠를 수여했으며, 인디애나 주지사 에반 베이는 그에게 인디애나 최고 영예인 사가모어 오브 더 와바시를 수여했다. 2013년 10월 24일, 테레호테 공원 관리국은 스펜서 필드를 그의 이름을 따서 존에게 헌정했다. 이 단지는 1961년 존이 테레호테 게르스트마이어 고등학교 블랙 캣츠 소속이었을 때 그의 마지막 비전문가 경기가 열린 곳이었다.
존은 결국 말더듬 문제를 극복하고 야구계에서 가장 말이 많은 선수 중 한 명으로 명성을 얻었다. 레몬은 "토미 존에게 시간을 물어보면 시계를 만드는 방법을 알려줄 것"이라고 말했다. 선수 경력 후, 동기 부여 연사가 되었다. 토미 존 언더웨어 회사와 관련이 없으며, 그의 이름 사용에 대해 설립자를 고소하는 것을 고려했지만, 변호사들이 그를 대리하는 데 25만 달러를 요구하자 그 생각을 포기했다. 2019년 기준으로, 더 이상 야구를 시청하지 않고, 경기가 알아볼 수 없을 정도로 변했다고 생각한다. 2018년 야구 유물관의 영원한 성소에 헌액되었다.

## 저서 목록
- The Tommy John Story, F.H. Revell Company, 1978. ISBN 0-8007-0923-3. (샐리 존, 조 머서 공저, 토미 라소다 서문.)
- The Sally and Tommy John Story: Our Life in Baseball, Macmillan, 1983. ISBN 0-02-559260-2. (샐리 존 공저.)
- TJ: My Twenty-Six Years in Baseball, Bantam, 1991. ISBN 0-553-07184-X. (댄 발렌티 공저.)

## 참고
1. ↑  존의 1982년 개막전 선발 등판은 양키스의 시즌 첫 경기가 아닌 더블헤더의 두 번째 경기였다.
2. ↑  1871년부터 1887년까지 투구했던 보비 매슈스는 297승을 거두었지만 명예의 전당에 없다.[176]